# Прохорова, Елена Владимировна
Елена Владимировна Прохорова (род. 16 апреля 1978, Кемерово, СССР) — российская легкоатлетка, вице-чемпионка Олимпиады в Сиднее по семиборью. Заслуженный мастер спорта (легкая атлетика, многоборье).

## Биография
Елена Прохорова родилась в Кемерово, а с 2005 года проживает в Сочи. Тренировалась под руководством Анатолия Канашевича. Окончила факультет физической культуры и спорта Кемеровского государственного университета. В 1997 на первенстве России по многоборью заняла 2-е и 3-е места, в 1998 на первенстве России заняла 1-е место, на чемпионате России 3-е место. В сборной России с 1998. В 1999 на Кубке Европы и первенстве России заняла 1-е место, на чемпионате Европы среди молодежи и чемпионате России — 2-е место; в 2000 на чемпионате России заняла 1-е место; в сентябре 2000 на Олимпиаде в Сиднее (Австралия) завоевала серебряную медаль в семиборье на соревнованиях по легкой атлетике среди женщин. В 2001 победила на чемпионате мира. Награждена орденом Дружбы (2001).

## Достижения
| Год  | Турнир                                          | Город                | Место | Дисциплина |
| ---- | ----------------------------------------------- | -------------------- | ----- | ---------- |
| 2000 | Летние Олимпийские игры                         | Сидней, Австралия    | 2     | Семиборье  |
| 2001 | Чемпионат мира по лёгкой атлетике в помещении   | Лиссабон, Португалия | 2     | Пятиборье  |
| 2001 | Чемпионат мира по лёгкой атлетике               | Эдмонтон, Канада     | 1     | Семиборье  |
| 2002 | Чемпионат Европы по лёгкой атлетике в помещении | Вена, Австрия        | 1     | Пятиборье  |
| 2003 | Чемпионат мира по лёгкой атлетике               | Париж, Франция       | 4     | Семиборье  |
| 2004 | Летние Олимпийские игры                         | Афины, Греция        | 5     | Семиборье  |

## Награды
- Медаль «За особый вклад в развитие Кузбасса» II степени (8 августа 2001 года) — за многолетнюю плодотворную работу, высокий профессионализм, значительный вклад в социально-экономическое развитие области[6]